# بورتيكو دي كازيرتا
بورتيكو دي كازيرتا (بالإيطالية:Portico di Caserta) هي كومونا في مقاطعة كزرتة في منطقة كمبانية الإيطالية، وتقع على بعد 25 كيلومترًا (16 ميلًا) شمال نابولي، و5 كيلومترات (3 ميل) جنوب غرب كزرتة.